# Giovanni Ambrogio Biffi
Giovanni Ambrogio Biffi est un poète et érudit italien qui a vécu entre le XVIe  et le  XVIIe siècle.

## Biographie
Giovanni Ambrogio Biffi a vécu à Milan entre le XVIe  et le  XVIIe siècle ; les dates de naissance et de décès sont inconnues. Malgré les dispositions qu'il annonça dès sa premiere jeunesse, il lui fallut, pour complaire à son père, prendre l'état du commerce, et perdre plusieurs années  dans la boutique d'un marchand de draps. Devenu son maître et parvenu à l'age mur, il revint à ses premiers goûts, refit toutes ses études, et ce fut avec un tel succès, qu'il fut en état, dans peu de temps, d'écrire avec élégance en prose et en vers ; mais bientôt aussi le mauvais état de sa fortune l'obligea de quitter sa patrie, et d'aller à Louvain tenir une école de langue italienne.

## Œuvres
- Il Dolore del peccatore pentito, pianti sette, Milan 1605, in-12.
- La Risorgente Roma, Milan, 1610, in-12. Cette édition n'est qu'en 8 chants. L'auteur en a ajouté quatre dans la seconde edition, qu'il donna sous ce nouvean titre : La Risorgente Roma, sopra le imprese di Costantino il Grande, Milan, 1611, in-12[2].
- Versi, Milan, 1616, in-12.

On lui doit aussi un discours sur le Feu des vestales ; des traductions des livres de Henri Dupuy, et d'autres ouvrages ; et enfin une esplication du langage ou du patois milanais, intitulée: Varon milanes, et réimprimée plusieurs fois.